# هورتس
هورتس (Hurts)  فرقة ثنائية إنجليزية تأسست في 2009 و تتكون من كل من العازف أدن أندرسون (Adam Anderson)  و المغني ثيو هوتشكرافت (Theo hutchcraft)  تمكن أول ألبوم صدر عنهم «السعادة» (بالإنجليزية: happiness)‏ من احتلال مركز ضمن أحسن عشرة أغاني في ترتب كل من المملكة المتحدة وألمانيا ونمسا وسويسرا بولندا و كذالك فنلندا .

## روابط خارجية
- هورتس على موقع IMDb (الإنجليزية)
- هورتس على موقع ميوزك برينز (الإنجليزية)
- هورتس على موقع أول ميوزيك (الإنجليزية)
- هورتس على موقع ديسكوغز (الإنجليزية)